# 阿都哈林·苏莱曼
拿督阿都哈林·苏莱曼，马来西亚政治人物，巫统地不佬区部主席，现任马来西亚国会上议院上议员。曾经为马来西亚柔佛州议会優景鎮州议员（2004年至2013年）。

## 政治生涯
2004年马来西亚大选和2008年马来西亚大选，代表国阵参加柔佛州议会选举并赢得優景鎮议席。2023年12月11日，宣誓就任为马来西亚国会上议院上议员。

## 个人荣誉
- 马来西亚：
  -  护国有功成员勋章（AMN）（2005年）[6]
  -  联邦护国丞官勋章（KMN）（2006年）[6]
- 森美蘭：
  -  森美兰效忠拿督勋章（DSNS）—拿督（2008年）[6]